# 長野城 (肥後国)
長野城（ながのじょう）は、熊本県阿蘇郡南阿蘇村長野にあった中世の日本の城（平山城）。
阿蘇氏家臣の長野氏が城主を務め、天正13年（1585年）に島津義弘が来攻した際、城主の長野惟久は南郷城に入って戦死した。現在、城跡には阿蘇長野神社のほか畑や竹林があり、城の遺構は残っていない。また、付近の字北畠には長野惟久の墓と伝えられる五輪塔がある。